# After the Beginning Again
After the Beginning Again è un album della cantante  jazz Cassandra Wilson, registrato tra luglio e agosto del 1991 e pubblicato nel 1992.

## Tracce
1. There she goes – 04:05 (Cassandra Wilson)
2. Round midnight – 5:57 (Thelonious Monk, Cootie Williams, Bernie Hanighen)
3. Yazoo moon – 4:24 (James Weidman, Cassandra Wilson)
4. Sweet black night – 5:03 (Kevin Bruce Harris)
5. My corner of the sky – 05:34  (Cassandra Wilson)
6. Baubles, bangles and beads - 06:36  (Robert Wright, George Forrest)
7. Redbone – 04:20 (Cassandra Wilson)
8. Summer wind –  05:34 (James Weidman, Cassandra Wilson)

## Formazione
- Cassandra Wilson – voce
- James Weisman – piano, sintetizzatore
- Kevin Bruce Harris  – basso elettrico
- Mark Johnson – batteria e percussioni
- Jeff Haynes – percussioni